# 작 (단체)
작(作)은 중국에서 송나라 이후 만들어진 수공업자의 조합을 말한다. 도시의 발달과 함께 사치품에 대한 욕구도 늘어나 각종 공예품 수요가 증대했다. 여기서 도시의 생산자는 동업자가 모여 작(作)을 만들어 스스로의 이익을 지켰다. 예를 들면 석재(石材)·금은세공(金銀細工)·재봉(裁縫)·칠기(漆器)·종이 등의 작이 있다.